# 일타강사
《일타강사》는 대한민국의 문화방송에서 2022년 11월 9일부터 2023년 6월 14일까지 방송 중인 예능 프로그램이다.

## 기획 의도
사회, 문화, 스포츠, 예술 분야별 최고의 '일타'들만 모셨다! 일타강사들이 들려주는 핫이슈의 궁금한 뒷이야기

## 방송 일정
| 방송 채널 | 방송 기간                         | 방송 시간                      |
| --------- | --------------------------------- | ------------------------------ |
| MBC TV    | 2022년 11월 9일 ~ 2023년 6월 14일 | 매주 수요일 밤 9시 ~ 10시 30분 |

## 진행자
- 김호영
- 이용진
- 홍현희

## 에피소드 목록

### 2022년
| 회차 | 방송일    | 분야 | 주제        | 핵심 인물 | 비고 |
| ---- | --------- | ---- | ----------- | --------- | ---- |
| 1    | 11월 9일  | 체육 | 축구        | 박문성    |      |
| 2    | 11월 16일 | 체육 | 축구        | 박문성    |      |
| 3    | 11월 30일 | 언어 | 문학        | 김민정    |      |
| 4    | 12월 7일  | 예술 | 한국 드라마 | 김영옥    |      |
| 5    | 12월 14일 | 수학 | 수학        | 정승제    |      |
| 6    | 12월 21일 | 사회 | 마약 사건   | 김희준    |      |
| 7    | 12월 28일 | 사회 | 법의학      | 유성호    |      |

### 2023년
| 회차 | 방송일   | 분야      | 주제                              | 핵심 인물                          | 비고 |
| ---- | -------- | --------- | --------------------------------- | ---------------------------------- | ---- |
| 8    | 1월 4일  | 인문      | 자기계발                          | 김미경                             |      |
| 9    | 1월 11일 | 종교      | 불교와 천주교                     | 성진 스님 하성용 신부              |      |
| 10   | 1월 18일 | 언어      | 소통                              | 김창옥                             |      |
| 11   | 1월 25일 | 사회      | 월드컵에 따른 국제 정세           | 김지윤                             |      |
| 12   | 2월 1일  | 과학      | 우주                              | 이명헌                             |      |
| 13   | 2월 8일  | 한국사    | 임진왜란과 이순신 장군            | 이다지                             |      |
| 14   | 2월 15일 | 저널리즘  | 언론계 노벨상                     | 강형원                             |      |
| 15   | 2월 22일 | 의학      | 응급실                            | 남궁인                             |      |
| 16   | 3월 1일  | 한국사    | 3·1 운동                          | 심용환                             |      |
| 17   | 3월 8일  | 의학      | 심리학                            | 양재진, 양재웅                     |      |
| 18   | 3월 15일 | 음식      | 수산물                            | 김지민입질의 추억                  |      |
| 19   | 3월 22일 | 기타      | 당신이 기적이다                   | 박위                               |      |
| 20   | 3월 29일 | 위기 협상 | 사람을 살리는 대화법              | 이종화                             |      |
| 21   | 4월 5일  | 마술      | 일루셔니스트                      | 이은결, 유호진                     |      |
| 22   | 4월 12일 | 기타      | 프로 대한외국인 한국살이 특강!    | 럭키, 알베르토 몬디, 다니엘 린데만 |      |
| 23   | 4월 19일 | 미술      | 그림 읽어주는 남자                | 이창용                             |      |
| 24   | 5월 3일  | 가요      | 레전드 히트곡 제조기!             | 김형석                             |      |
| 25   | 5월 10일 | 의학      | 한국인 최초 존스홉킨스            | 지나영                             |      |
| 26   | 5월 17일 | 경제      | 명쾌하게 알려줄 세계적인 경제학자 | 장하준                             |      |
| 27   | 5월 24일 | 의학      | 노화의 모든 것!                   | 김광준                             |      |
| 28   | 5월 31일 | 교육      | 인생 성교육 멘토                  | 배정원                             |      |
| 29   | 6월 7일  | 범죄      | 악의 마음을 읽는 자들! 프로파일러 | 표창원, 권일용                     |      |
| 30   | 6월 14일 |           |                                   |                                    |      |

## 결방 및 편성 변경
2022년
- 11월 23일 : 2022 카타르 월드컵 중계방송 인한 결방.

2023년
- 4월 26일 : 한미정상회담 관련 MBC 뉴스특보 편성으로 인한 결방.

## 제작진
- 극본 : 남수희, 김세진
- 연출 : 김진일

## 같이 보기
- 차이나는 클라스 (JTBC)
- 이슈 픽 쌤과 함께 (KBS 1TV)